# Stefan Zimmer
Stefan Zimmer (* 1947 in Fulda) ist ein deutscher Sprachwissenschaftler (Indogermanist und Keltologe) und emeritierter Professor der Universität Bonn.
Er studierte von 1966 bis 1972 an der Universität Frankfurt am Main Indogermanische Sprachwissenschaft und promovierte 1972 bei Werner Thomas über Die Satzstellung des finiten Verbs im Tocharischen. Nach der Promotion war er bis 1975 Wissenschaftlicher Mitarbeiter am Indogermanischen Seminar der Frankfurter Universität. Dann wechselte er an das Seminar für Vergleichende und Indogermanische Sprachwissenschaft der Freien Universität Berlin zu Bernfried Schlerath, wo er bis 1995 als Universitätsrat wirkte. In diese Zeit fallen die Habilitation für Vergleichende Indogermanische Sprachwissenschaft  über Komposition und Ableitung im Kymrischen (1989), die Zeit als Rhŷs Fellow an der University of Oxford und  als Senior Visiting Research Fellow am dortigen Jesus College, das für Studenten aus Wales gegründet worden war und immer noch der kymrischen Tradition verpflichtet ist (1992–1993), sowie die Gastprofessur für Keltologie an der Humboldt-Universität Berlin (1994–1995).
1995 folgte er einem Ruf auf die Professur (C4) für Vergleichende Indogermanische Sprachwissenschaft und Keltologie an der Universität Bonn.
Während  dieser Zeit nahm er auch Gastprofessuren an der École Pratique des Hautes Études, Paris (1997) und am Center for Medieval and Renaissance Studies der University of California, Los Angeles (2001) wahr. Nach seinem Ruhestand 2011 blieb seine Professur lange vakant. 2022 trat Elena Parina seine Nachfolge als Juniorprofessorin an.
1992 veranstaltete Zimmer das Erste Symposium deutschsprachiger Keltologen in Gosen bei Berlin, 1997 folgte das zweite in Bonn.  1999  fand das Internationale Kolloquium 150 Jahre Mabinogion / Deutsch-walisische Kulturbeziehungen unter seiner Leitung ebenfalls in Bonn statt, schließlich 2007 in Zusammenarbeit mit dem Rheinischen Landesmuseum der 13. Internationale Keltologenkongress.
2008 bis 2014 gab er, zusammen mit Jürgen Uhlich u. a., die Zeitschrift für celtische Philologie heraus. 2009 war er Mitbegründer der Societas Celtologica Europaea.  Er gehört dem Beirat mehrerer ausländischer sprachwissenschaftlicher Fachzeitschriften an. Von 2000 bis 2008 war er Fachberater für das Reallexikon der Germanischen Altertumskunde.